# 施奈滕巴赫
施奈滕巴赫是德国巴伐利亚州的一个市镇。总面积63.41平方公里，总人口4180人，其中男性2099人，女性2081人（2011年12月31日），人口密度66人/平方公里。